# جيني كالور
جيني مارغريتا كالور (بالسويدية: Jenny Kallur)‏ (التلفظ السويدي: ‎[ˈjɛnːʏ ˈkalːɵr]‏ ؛ ولدت في 16 فبراير 1981) وهي لاعبة سويدية سابقة ضمن سباقات المضمار والميدان شاركت في مسابقات الجري والركض. شقيقتها التوأم سوزانا كالور، التي تكبرها بأربع دقائق، أيضاً متسابقة ضمن مبارايات 100 متر. تم تدريبها من قبل Torbjörn Eriksson و Anders Henriksson.
أول نجاحاتها الرياضية كرياضية شابة: فازت بلقب 100 متر في مهرجان الألعاب الأولمبية الأوروبية للشباب في عام 1997 وحصلت على ميدالية برونزية في سباق العدو في بطولة العالم للناشئين في ألعاب القوى عام 2000 ، مسجلة رقماً قياسياً في السويد. وقد ظهرت بشكل متتالي على المسرح الأوروبي والعالمي والأولمبي من عام 2002 إلى عام 2004.
كان أداؤها الأفضل في عام 2005 ، عندما فازت بالميدالية الفضية في البطولة الأوروبية لألعاب القوى داخل الصلات، خلف أختها ثم تعاونت معها في تسجيل رقم قياسي وطني سويدي في سباق 4 × 100 متر في بطولة العالم 2005 في ألعاب القوى (حيث كانت السادسة في نهاية الحواجز). وصلت إلى نهائيات الحواجز في كل من بطولة العالم لألعاب القوى داخل الصالات 2006 والبطولة الأوروبية لألعاب القوى لعام 2006 ، لكن الإصابة أدت إلى توقف مسيرتها المهنية في عام 2007 ، مما أدى في النهاية إلى تقاعدها من الرياضة في عام 2011.
فازت بمسابقات 100/200 م الزوجي في عامي 1998 و2002 ضمن بطولة السويد الوطنية، وفازت بالترتيب الخامس في مسابقات الهواء الطلق 100   م حواجز في عام 2006. وهي أيضا بطلة السويدي ثلاث مرات في الثاعات، وذلك بعد أن فازت بلقب 60 مترا في عام 2004 و200 متر في عام 1998 و2000.

## مهنة

### منافسات المبتدئين والجامعات
درست كالور في جامعة إلينوي وتنافست بشكل جماعي لقتال Illini . في عام 2001 ، حققت المركز السابع في سباق المئة متر حواجز في بطولة NCAA في الهواء الطلق وجاءت في المركز الرابع في المباراة النهائية في لقاء مؤتمر العشرة الكبار، حيث كانت أيضا السادسة في 200 متر والمركز الثاني في تتابع 4 × 100 متر. في عام 2001 ، ضمن «درايك ريليز» ساعدت في تسجيل رقم قياسي عالمي في سباق التتابع الذي يقل عن 4 × 100 متر والنادر الانعقاد.
على الصعيد الدولي، بدأت حياتها المهنية كلاعبة مبتدئة بفوزها بلقب 100 متر في مهرجان الألعاب الأولمبية الأوروبية للشباب عام 1997. وصلت إلى الدور نصف النهائي من 200   م في بطولة العالم للناشئين عام 1998 في ألعاب القوى وفي بطولة الشباب الأوروبية لألعاب القوى لعام 1999 ، كانت في الدور النهائي في 100 و 200 وسباق التتابع. ركضت في النسخة اللاحقة من المسابقة العالمية في عام 2000 ، وبعدها جاءت في المركز السادس في 100م حواجز، كسبت ميداليتها الأولى مع ضمن بطولة المرأة السويدية 4 × 100 م لفرق التتابع. جنبا إلى جنب مع ليندا فيرنستروم، إيما ريناز وأختها التوأم سوزانا، حصلت على الميدالية البرونزية مسجلة الرقم وطني للمبتدئين 44.78   ثواني.

### منافسة المحترفين
انتقلت إلى مستوى عمر أعلى للتشارك في بطولات U23 الأوروبية لألعاب القوى عام 2001 وفازت بالميدالية الفضية في 100م عقبات، فورا خلف أختها التي حجزت المركز الأول. أول ظهور كبير لها كان ضمن بطولة ألعاب القوى الأوروبية عام 2002 ، لكنها فشلت في تجاوز مرحلة التسارع في سباق 200 متر   ومسابقات الحواجز. تم أختيارها لتنضم لمنتخب التتابع السويدي في بطولة العالم لألعاب القوى عام 2003 ، لكن السويديين فشلوا في إنهاء سباقهم.
قدمت كالور مساهمتها العالمية الأولى ضمن الصالات المغلقة في بطولة العالم لألعاب القوى داخل الصالات 2004 ، ووصلت إلى الدور نصف النهائي من سباق 60 متر حواجز. تبع ذلك ظهورها ضمن الأولمبياد في وقت لاحق من ذلك العام، لكنها لم تتقدم إلى ما بعد التصفيات، لتحتل المركز الخامس في سباق دورة الألعاب الأولمبية في أثينا عام 2004 . أنهت سنتها مع اثنين من أفضل أداءاتها في سباقات السرعة في جوتنبرج، يدير 11.43   ثانية لل 100   م و 23.26 ل 200   م. 

### الميدالية الأوروبية
قدمت في موسم 2005 أبرز مسيرتها المهنية، بدءاً من أفضل إنتاج في مسارها المهني بوقت 7.92 ثوان في 60 م حواجز في شباط / فبراير ومن ثم الميدالية الفضية في بطولة الألعاب الرياضية الأوروبية عام 2005 خلف سوزانا كالور. في بداية موسم سباقات الهواء الطلق، فازت الميدالية الذهبية في 200 م والفضية لسباق 100م في كأس أوروبا 2006 . تم اختيارها لتمثيل السويد في سباق الحواجز في بطولة العالم لعام 2005 في ألعاب القوى، محرزة زمن 12.85 ثانية في أول نهائيات خارجية كبيرة لها. وحصدت المركز السادس في نهائي الحواجز، ثم سجلت رقمًا قياسيًا في السويد بلغ 43.67   ثواني في 4 × 100 م تتابع، وذلك في فريق يضم التوائم كالور، إيما ريناس وكارولينا كلوفت. 
واستمر أداؤها الجيد في عام 2006، حيث تأهلت لنهائي بطولة العالم لألعاب القوى داخل الصالات 2006 وبطولة أوروبا لألعاب القوى 2006 ، بالإضافة إلى مشاركتها ضمن فريق التتابع الخامس للمنتخب الأوروبي. وفي العام التالي، تم اختيارها للمشاركة في بطولة العالم لألعاب القوى عام 2007 ، لكنها أنهت السباق في المركز الأخير، ما شكل ظهورها النهائي على الساحة الدولية. 

### الإصابة والتقاعد
عانت كالور من كسر في سبتمبر 2007 وتغيبت عن موسم 2008. لم تشفى بحلول شباط / فبراير 2008، واختارت الجراحة، الأمر الذي إلى استبعادها عن المشاركة في موسم 2009. تعرضت شقيقتها سوزانا لإصابة مماثلة، مما أثار الشكوك في أنها ربما تكون ناجمة عن برنامج التدريب الخاص بها. استمرت الإصابات لدى كالور، حيث ظهرت مشكلة القدم لديها في عام 2011 ، فقررت الإعلان عن إنهاء مسيرتها الرياضية في سن الثلاثين. بعد ذلك، ركزت على التدريب لتكون مؤلفة إعلانات.

## الحياة الشخصية
جيني كالور وأختها سوزانا هما ابنتان لاعب هوكي الجليد السابق أندرس كالور الذي فاز بأربع بطولات كأس ستانلي مع سكان نيويورك. كونها ولدت في لونغ آيلاند، نيويورك، الولايات المتحدة، أعطاها مواطنة مزدوجة. وهي من سكان فالون، مقاطعة دالارنا في السويد. في عام 2005، أعلنت هي ويواكيم يوهانسون ، لاعب التنس السويدي ، أنهما كانا متساكنان لكنهما انفصلا في أغسطس 2008.

## أفضل العروض

### 2006
- البطولات الأوروبية لعام 2006 (Göteborg)

نهائي (100 م حواجز)، المركز السابع

### 2005
- بطولة الاتحاد الأوروبي 28 لألعاب القوى الداخلية (مدريد)

(60 م حواجز) الميدالية الفضية (7.99)، مما يجعله فوزًا مزدوجًا للتوائم.
- كأس الاتحاد الأوروبي الدوري الأول المجموعة الأولى (يفله)

(200 م) ميدالية ذهبية (23.47)
- بطولة العالم العاشرة للاتحاد الدولي لألعاب القوى في ألعاب القوى (هلسنكي)

نهائي (100 م حواجز)، المركز السادس، (12.95)

### 2000
- بطولة IAAF / Coca-Cola العالمية للناشئين (سانتياغو دي تشيلي)

نهائي (100 متر حواجز)، المركز السادس، (13.30)
(سباق التتابع) الميدالية البرونزية

## أرقامها الشخصية الأفضل
- 60 مترا حواجز: 7.92 ثانية
- 100 متر: 11.43 ثانية
- 200 متر: 23.26 ثانية
- 100 متر حواجز: 12.85 ثانية